# Liste de gares en Lituanie
Cette liste de gares en Lituanie est une liste alphabétique des gares et haltes situées sur les lignes ferroviaires établies en Lituanie.

Le réseau lituanien.

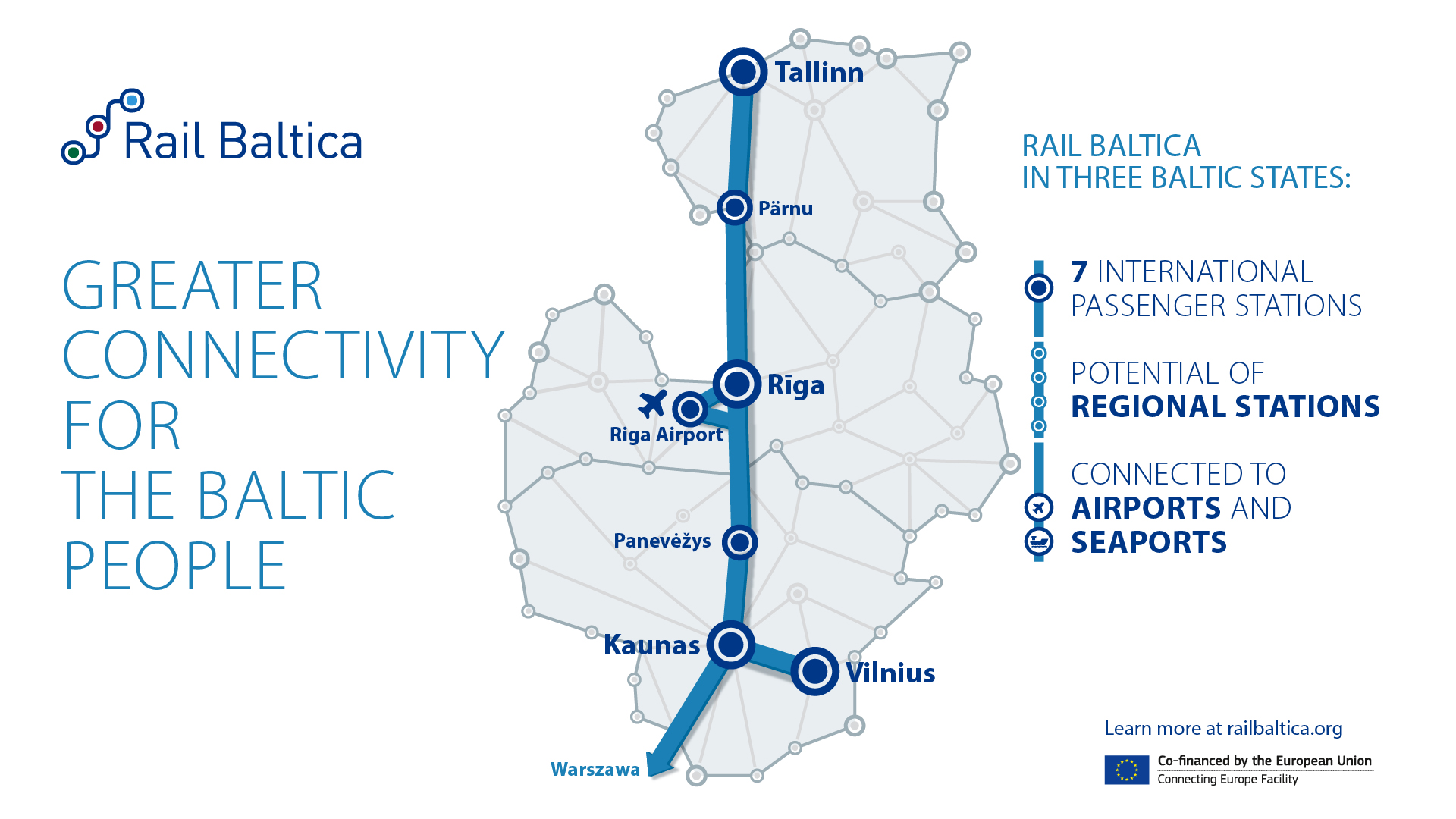
Carte de 2017 du projet européen Rail Baltica.

- Haut – A
- B
- C
- D
- E
- F
- G
- H
- I
- J
- K
- L
- M
- N
- O
- P
- Q
- R
- S
- T
- U
- V
- W
- X
- Y
- Z

## J
- Gare de Jonava.

## K
- Gare de Kaišiadorys.
- Gare de Kaunas.
- Gare de Kėdainiai.
- Gare de Klaipėda.

## L
- Gare  de Lieplaukė.
- Gare  de Lobiniai.

## M
- Gare de Marijampolė.

## N
- Gare de Naujoji Vilnia.

## P
- Gare de Paneriai.
- Gare de Panevėžys.

## T
- Gare de Turmantas.

## V
- Gare de Vaidotai.
- Gare de Vilnius.
- Gare de l'aéroport de Vilnius.